# بوب توليدو
بوب توليدو (بالإنجليزية: Bob Toledo)‏ هو لاعب كرة قدم أمريكية أمريكي، ولد في 4 مارس 1946 في سان خوسيه في الولايات المتحدة.